# James Burleigh Thompson
James  Burleigh Thompson Jr., genannt Jim Thompson (* 20. November 1921 in Calais, Maine; † 15. November 2011 in  Lexington, Massachusetts) war ein amerikanischer Mineraloge, Geologe und Petrologe. Er war Hochschullehrer an der Harvard University.
Thompson wuchs in Maine und New York (Lee) auf und studierte Geologie am Dartmouth College mit dem Bachelor-Abschluss 1942. Nach Wehrdienst im Zweiten Weltkrieg als Meteorologe bei den United States Army Air Forces bis 1946 setzte er sein Studium am Massachusetts Institute of Technology fort mit der Promotion 1950. Ab 1949 war er Instructor in Petrologie an der Harvard University als Nachfolger von Jesper Larsen, wurde 1950 Assistant Professor und erhielt 1960 eine volle Professur. 1977 wurde er Sturgis Hooper Professor für Geologie. 1992 wurde er emeritiert.
1963 war er Gastprofessor an der Universität Bern, 1988 bis 1992 lehrte er in Teilzeit am Dartmouth College, 1977/78 war er Gastprofessor an der ETH Zürich, 1991 an der Arizona State University und 1985/86 Gastwissenschaftler beim US Geological Survey.
In Harvard arbeitete er eng mit Marland Billings und Francis Birch zusammen. 1954 schlug er große Überschiebungen wie in den Alpen zur Erklärung der Tektonik der nördlichen Appalachen vor, was damals als radikale Idee galt aber von Studenten von ihm bestätigt wurde (er betreute mit Billings im Lauf der Zeit 26 Doktoranden in Geologie, die sich überwiegend mit dem Grundgebirge von Neuengland befassten).
Eine seiner bekanntesten Arbeiten war 1955 die Anwendung der klassischen Thermodynamik von Josiah Willard Gibbs auf metamorphe Gesteine mit Flüssigkeiten. 1957 führte er graphische Projektionstechniken in die Analyse mehrkomponentiger Gesteine ein.  Später befasste er sich experimentell und theoretisch mit Silikaten. 1978 veröffentlichte er eine Arbeit über den Aufbau von Silikaten aus chemisch unterschiedlichen Modulen (wie zum Beispiel bei Amphibolen).
1964 erhielt er die Arthur L. Day Medal, 1978 die Roebling-Medaille und 1985 den V. M. Goldschmidt Award. Er war Mitglied der American Academy of Arts and Sciences und der National Academy of Sciences (1967). 1976 war er Fairchild Scholar am Caltech. 1967/68 war er Präsident der Mineralogical Society of America und 1968/69 der Geochemical Society.
Das Mineral Jimthompsonit ist nach ihm benannt, ein Magnesium- und Eisen-reiches Silikat in metamorphen Gesteinen, das in Vermont entdeckt wurde und 1977 beschrieben wurde. Er hatte das Mineral aufgrund theoretischer Überlegungen vorhergesagt (als Biopyribol, 1970).

## Schriften
- The thermodynamic basis for the mineral facies concept, American Journal of Science, Band 253, 1955, S. 65–103
- The graphic analysis of mineral assemblages in pelitic schists, The American Mineralogist, Band 42, 1957, S. 842–858
- Biopyriboles and polysomatic series, The American Mineralogist, Band 63, 1978, S. 239–249